# Mosaico di Pace
La rivista Mosaico di Pace sorta nel settembre del 1990 è promossa dal movimento cattolico internazionale per la pace Pax Christi, fondata da don Tonino Bello e diretta sin dalle origini dal missionario comboniano Alex Zanotelli. 
Tra gli argomenti trattati vi sono pace, ambiente, nonviolenza, disarmo, incontro interreligioso per la pace, economia di giustizia.
Il mensile genera e incentiva momenti di confronto e di scambio ed intende essere uno strumento di "formazione" per tutti coloro che sono interessati alla diversità interculturale, attraverso rubriche, un dossier mensile monografico e gli interventi di testimoni ed esperti.